# Acords de Lomé
|  | No s'ha de confondre amb Convenció de Lomé. |

Els acords de Lomé van ser uns acords signats a la ciutat de Lomé, al Togo, el 7 de juliol del 1999, amb l'objectiu era el de posar fi a la guerra civil de Sierra Leone entre el Front d'Unió Revolucionària (en anglès, Revolutionary United Front, RUF) i el govern de Sierra Leone. La reunió a Lomé fou una iniciativa del president del Togo, Gnassingbé Eyadéma, que també presidia en aquell moment la Comunitat Econòmica dels Estats de l'Àfrica Occidental (CEDEAO). La reunió va començar el 25 de maig del 1999 a Lomé, en presència de cinc presidents dels països de l'Àfrica Occidental:
- Blaise Compaoré (Burkina Faso)
- Charles Taylor (Libèria)
- Olusegun Obasanjo (Nigèria)
- Ahmad Tejan Kabbah (Sierra Leone)
- Gnassngbé Eyadéma (Togo)

a més dels representants de l'Organització per a la Unitat Africana (OUA), de l'ONU, dels Estats Units d'Amèrica i del Regne Unit.

## Contingut
Els acords de Lomé estipulen que tots els grups rebels han de desarmar-se i que els diferents crims comesos per ambdues parts s'amnistien. Així, cap responsable de les morts en massa, violacions i mutilacions pot ser perseguits. Les víctimes seran considerades com a simples víctimes de guerra. També estipulen que el RUF serà integrà en un govern provisional, en espera d'eleccions generals i que es crea una comissió parlamentària encarregada dels recursos miners i de la reconstrucció, la presidència de la qual la tindrà el cap del RUF, Foday Sankoh.

## Crítiques
D'entrada, les crítiques contra els acords de Lomé es varen fer sentir fàcilment. Kofi Annan i nombroses ONG estimaven que els acords no solucionarien el conflicte, ja que segons ells la pau no es pot restablir si no hi ha condemnació dels crims de guerra. En conseqüència es va crear el 14 d'agost del 2000, basant-se en la resolució 1315 del Consell de Seguretat de l'ONU, el Tribunal Especial per a Sierra Leone (TSSL).